# Mussaenda membranifolia
Mussaenda membranifolia är en måreväxtart som beskrevs av Elmer Drew Merrill. Mussaenda membranifolia ingår i släktet Mussaenda och familjen måreväxter. Inga underarter finns listade i Catalogue of Life.